# 世界之窗餐廳
世界之窗餐廳（英語：Windows on the World），曾是美國紐約市曼哈頓下城世界貿易中心建築群北塔（一號樓）頂層（第106層和第107層）頂樓一座兼容餐飲、會議和娛樂機能的複合式餐廳。其主設施包括主餐廳、廣藍餐廳（Wild Blue、1999年之前稱為空中地窖）、地球最偉大酒吧（The Greatest Bar on Earth）、位於106樓的葡萄酒學校、用於私人活動的會議室和宴會廳等設施。
世界之窗由餐廳經營者喬·鮑姆開創，最初由華倫·普拉納負責室內設計，共佔據北塔50,000平方英尺（4,600平方米）的空間。此外，一家名為跳傘餐廳的自助餐廳位於北塔第44層，擁有180個座位，同由世界之窗餐廳所經營。
餐廳最初於1976年4月19日開業，然而在2001年9月11日的襲擊中隨著世界貿易中心倒塌而摧毀。在襲擊當天，所有在場的餐廳工作人員都遇難，因為飛機撞擊導致92樓以上的所有逃生通道中斷，無人能逃生。

## 經營

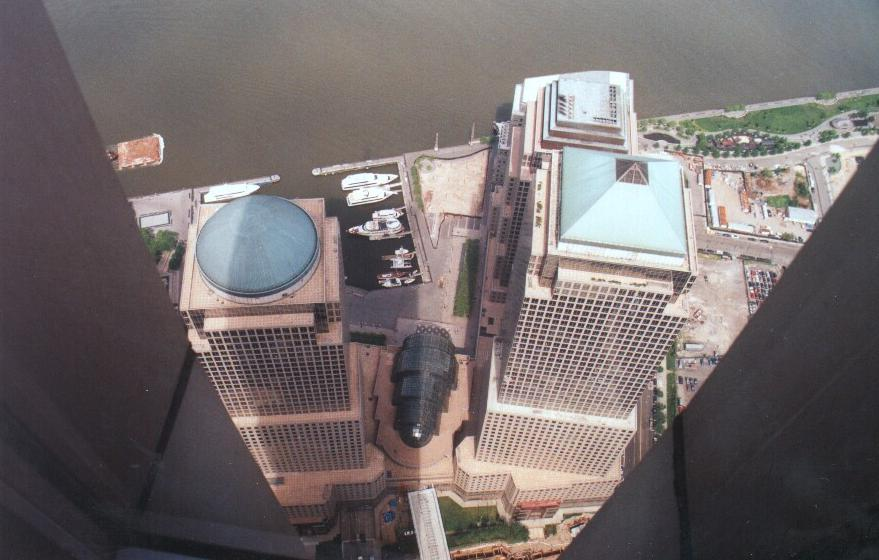
從世界之窗餐廳俯瞰世界金融中心。

世界之窗的餐廳面向北和東，供客人欣賞曼哈頓的天際線。餐廳有著嚴格的服裝規定，要求男士身穿夾克，為方便客人，餐廳則提供借用夾克的服務。餐廳內的餐具、地毯、照明裝置、選單和通訊設備均由米爾頓·格拉瑟設計。
更私密的小餐廳「廣藍」（Wild Blue）位於主餐廳的南側，該設施原為名叫「空中酒窖」（Cellar in the Sky）的空間，只能容納60人，酒吧則沿著北塔南側和東側延伸，從酒吧透過落地窗可以欣賞曼哈頓南端的景色，包括哈德遜河和東河的交匯處，以及自由州立公園、艾利斯島、史泰登岛和韋拉札諾海峽大橋。餐廳的廚房、公用空間和會議中心位於106樓。
1993年發生爆炸事件後，世界之窗關閉。在爆炸事件中，員工維爾弗雷多·梅爾卡多在大樓地下車庫檢查貨物時喪生，並損壞了餐廳的接待區、儲藏室和停車位。1994年5月12日，紐約與新澤西港務局宣布喬·鮑姆和邁克爾·懷特曼公司在世界之窗的前營運商Inhilco放棄租約後，贏得了經營餐廳的合約，經過耗資2500萬美元的翻修，餐廳於1996年6月26日重新開放。
2000年是世界之窗最後一年的營運，其收入達3700萬美元，使它成為美國周轉量最高的餐廳。世界之窗的行政主廚包括來自法式餐廳肉湯朱利安的菲利普·福雷特（Philippe Feret），最後一位主廚是邁克爾·羅蒙納哥。

## 九一一襲擊事件

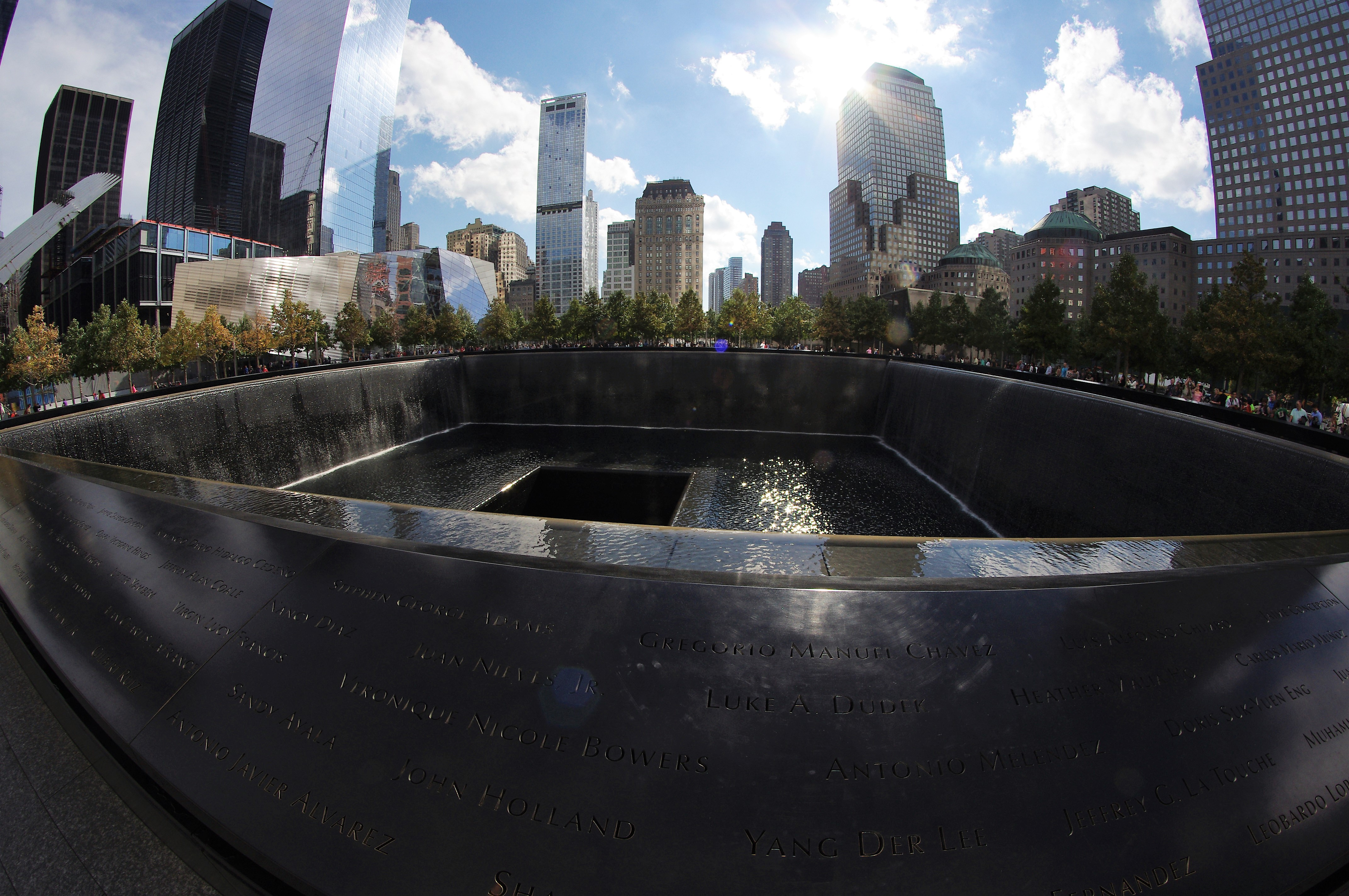
在九一一襲擊事件中喪生的世界之窗員工命名的N-70紀念面板，設於九一一國家紀念博物館北池。

在2001年9月11日的恐怖攻擊中，世界之窗所在的北塔倒塌，餐廳被摧毀。那天早晨，餐廳人員正在準備早餐以及險水金融科技大會會場的佈置，埃及恐怖分子穆罕默德·阿塔和其他四名基地組織劫機者挾持了美國航空11號班機，撞擊了飛往北塔93樓和99樓之間區域導致建築倒塌。在這場攻擊中，餐廳內的所有人都遇難，因為所有逃生通道（包括從撞擊區通往下方的樓梯間和電梯）都受到鋼鐵結構崩壞的影響而被切斷。北塔撞擊區以上樓層的人沒有任何逃離的辦法，導致受困在世界之窗內的受害者，最後被認為因吸入煙霧、從餐廳跳下墜落或在倒塌中喪生，至少有五名靠窗的人被目擊從餐廳跳下或墜落身亡。
當天餐廳內共有72名員工，包括助理總經理克莉斯汀·安妮·奧倫德（Christine Olender），他絕望地向港務局警方打電話，代表餐廳的最後通訊。此外，還有16名精闢媒體、險水員工和76名其他客人、承包商參加了會議。在場的還有港務局執行董事尼爾·萊文，他當時正在享用早餐。最後離開餐廳的人則包括邁克爾·內斯特、利茲·湯普森、杰弗瑞·沃頓和理查·蒂爾尼，他們於當天上午8點44分共乘一部電梯下樓，並因而幸運地倖存了下來。
世界貿易中心的出租人拉里·希尔弗斯坦定期在世界之窗舉行早餐會，此次的會議也是他自7月24日與港務局簽訂租約以來，在雙塔第一次舉辦的會議。然而，他的妻子在當天早上堅持要求他去看皮膚科醫生，而得以避免受到襲擊波及的下場。

## 評價
在其最後一次營運之前，世界之窗餐廳獲得褒貶參半的評價。《紐約時報》的美食評論家魯思·賴希爾在1996年12月表示：「沒有人會特意去世界之窗用餐，但即使是最挑剔的美食家，現在也可以在紐約最受歡迎的旅遊景點享用美食而感到滿足。」並給了餐廳兩顆星，而非代表「優秀」（三星）或「非凡」（四星）。
在2009年的書籍《食慾》中，威廉·格萊姆斯寫道：「在世界之窗，紐約就是主菜。」，2014年，Eater.com的瑞安·薩頓將現在已毀的餐廳的美食與一號大樓觀景台進行了比較。並稱「世界之窗的存在，推動了一個新時代的觀眾式用餐，因為這家餐廳本身就是一個旅遊目的地，而不是它所在的重要機構的懶散副產品。」

## 文化影響和遺產
九一一襲擊事件後不久，希望之窗家庭救濟基金會成立，該基金會旨在為世貿中心遇難的餐飲行業家庭提供支持和服務。世界之窗的行政總廚邁克爾·羅蒙納哥和業主兼經營者大衛·埃米爾是該基金的創始人之一。
一張在九一一襲擊事件期間所拍攝，名為《墜落的人》的照片中，有一名身穿白衣的男子頭朝下墜。儘管因識別困難導致男子的身份未經官方證實，但據信其為餐廳音訊工程師約翰·布萊利。約翰也是村民樂團原始團員阿列克斯·布萊利的弟弟。
2005年3月30日，法國小說家出版了以九一一襲擊事件為背景的小說《世界之窗》（臺灣版譯名《10:29 AM》），聚焦於一個父親與兩位分別7歲、9歲的兒子餐廳裡的經歷，小說從上午8時29分開始（就在飛機撞擊大樓之前），並講述了接下來每一分鐘的事件，直到上午10時30分大樓倒塌後的情況。2012年出版的肯尼斯·沃馬克小說《世界盡頭的餐廳》中，則虛構再現了襲擊當天上午世界之窗員工和訪客的生活。
2006年1月4日，一些前《世界之窗》員工在曼哈頓開設了合作餐廳「色彩」（Colors），以向他們的同事致敬，該餐廳的餐單反映了世界之窗員工的多樣性。目前，原始的餐廳已關閉，但其創始人的繖形組織——聯合餐廳機會中心則繼續執行其使命，包括在紐約和其他城市開設「色彩」餐廳。
世界之窗原計劃在新的世界貿易中心頂樓重新開放，但由於成本擔憂和其他專案支援困難，於2011年3月7日取消了這項計劃。取而代之的是觀景台設有名為ONE Dine、ONE Mix和ONE Café的小型餐廳。

## 外部連結
- Windows on the World (Archive)
  - Archived snapshot of the former WotW website, August 2, 2002
  - Last pre-9/11 archived snapshot of the former WotW website, February 1, 2001
  - Photographs of WotW （页面存档备份，存于）